# Амистад (језеро)
Амистад (енгл. Amistad Lake; шп. Presa Amistad) је вештачко језеро у Сједињеним Америчким Државама и Мексику. Налази се на територији америчке савезне државе Тексас и мексичке савезне државе Коавила. Површина језера износи 264 km².